# Cable de par trenzado

Tabla de código de colores de 25 pares

En telecomunicaciones, el cable de par trenzado es un tipo de cable que tiene dos conductores eléctricos aislados y entrelazados que reduce las interferencias de fuentes externas y diafonía de los cables adyacentes. Fue inventado por Alexander Graham Bell en 1881.

## Descripción
El cable de par trenzado consiste en grupos de hilos de cobre entrelazados en pares en forma helicoidal. Esto se hace porque dos alambres paralelos constituyen una antena simple. Cuando se entrelazan los alambres helicoidalmente, las ondas se cancelan, por lo que la interferencia producida por los mismos es reducida lo que permite una mejor transmisión de datos.
Así, la forma entrelazada permite reducir la interferencia eléctrica tanto exterior como de pares cercanos y permite transmitir datos de forma más fiable. Un cable de par trenzado está formado por un grupo de pares entrelazados (normalmente 2, 4 o 25 pares), recubiertos por un material aislante. Cada uno de estos pares se identifica mediante un color.
El entrelazado de cables que llevan señal en modo diferencial (es decir que una es la invertida de la otra), tiene dos motivos principales:
1. Si la forma de onda que viaja por un cable es A(t) y en el otro es -A(t) y n(t) es ruido añadido por igual en ambos cables durante el camino hasta el receptor, tendremos: A(t) + n(t) en un cable y en el otro -A(t) + n(t) al hacer la diferencia en el receptor, quedaremos con 2A(t) y habremos eliminado el ruido (rechazo al modo común).
2. Si pensamos en el campo magnético que producirá esta corriente en el cable y tenemos en cuenta que uno está junto al otro y que en el otro la corriente irá en sentido contrario, entonces los sentidos de los campos magnéticos serán opuestos y el módulo será prácticamente el mismo, con lo cual eliminaremos los campos fuera del cable, evitando así que se induzca alguna corriente parásita en cables aledaños.

## Historia
En la historia de las telecomunicaciones, el cable de par trenzado ha tenido un rol fundamental. Este tipo de cable es el más común y se originó como solución para conectar teléfonos, terminales y computadoras sobre el mismo cableado, ya que está habilitado para comunicación de datos permitiendo transmisiones con frecuencias más altas. Con anterioridad, en Europa, los sistemas de telefonía empleaban cables de pares no trenzados, para poder comunicarse.
Los primeros teléfonos utilizaban líneas telegráficas, o alambres abiertos de un solo conductor de circuitos de conexión a tierra. En la década de 1880 fueron instalados tranvías eléctricos en muchas ciudades de Estados Unidos, lo que indujo ruido en estos circuitos. Al ser inútiles las demandas por este asunto, las compañías telefónicas pasaron a los sistemas de circuitos balanceados, que tenían el beneficio adicional de reducir la atenuación, y por lo tanto, proporcionaban mayor alcance.
Cuando la distribución de energía eléctrica se hizo cada vez más común, esta medida resultó insuficiente. Dos cables, colgados a ambos lados de las barras cruzadas en los postes de alumbrado público, compartían la ruta con las líneas de energía eléctrica. En pocos años, el creciente uso de la electricidad trajo de nuevo un aumento de la interferencia, por lo que los ingenieros idearon un método llamado “transposición de conductores”, para cancelar la interferencia.
En este método, los conductores intercambiaban su posición una vez por cada varios postes. De esta manera, los dos cables recibirían similares interferencias electromagnéticas de las líneas eléctricas, pero alternativamente por uno u otro cable. Esto representó una rápida implementación del trenzado, a razón de unos cuatro trenzados por kilómetro, o seis por milla. Estas líneas balanceadas de alambre abierto con transposiciones periódicas aún subsisten, hoy en día, en algunas zonas rurales de Estados Unidos.
Los cables de par trenzado fueron inventados por el escocés Alexander Graham Bell en 1881 quien presentó una solicitud ante la Oficina de patentes de Estados Unidos el 4 de junio de ese año, siendo concedida un mes y 15 días después. En 1900, el conjunto de la red estadounidense de la línea telefónica era o de par trenzado o hilo abierto con la transposición a la protección contra interferencias. Hoy en día, la mayoría de los millones de kilómetros de pares trenzados en el mundo está fija en instalaciones aéreas, propiedad de las compañías telefónicas, y se utiliza para el servicio de voz, y solo son manejados o incluso vistos por los trabajadores telefónicos.

## Tipos de cable de par trenzado

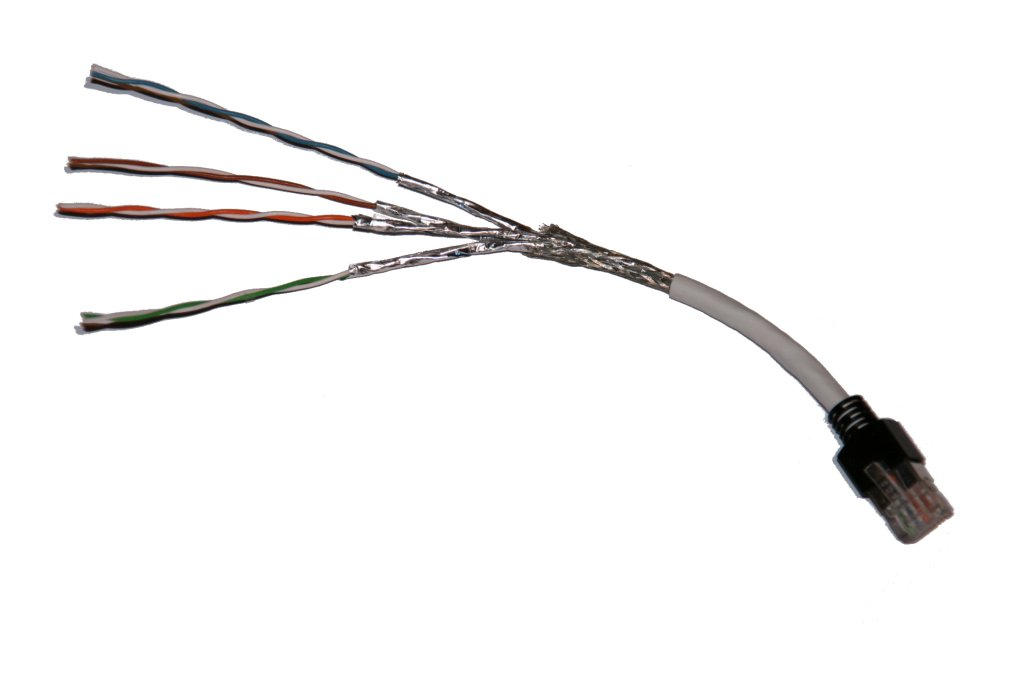
Cable de par trenzado blindado (STP)

- Unshielded twisted pair (UTP) o cable de par trenzado no apantallado o no blindado: Contiene pares trenzados sin blindar que se utilizan para diferentes tecnologías de redes locales. Es de bajo costo y de fácil uso, pero produce más errores que otros tipos de cable y tiene limitaciones para trabajar a grandes distancias sin regeneración de la señal. Su impedancia característica es de 100 ohmios.
- Shielded twisted pair (STP) o cable de par trenzado apantallado o blindado: Contiene pares trenzados rodeados cada par de una cubierta protectora hecha de aluminio. Se utiliza en redes de ordenadores como Ethernet o Token Ring. Es más caro que la versión sin blindaje y su impedancia característica es de 150 ohmios.
- Foiled twisted pair (FTP) o cable de par trenzado con pantalla global: Contiene pares trenzados, todos rodeados de una cubierta protectora hecha de aluminio. Es similar al caso anterior pero este último es más utilizado en equipos inalámbricos en exteriores. su impedancia característica es de 120 ohmios.
- El cable de red SFTP (Shielded Foiled Twisted Pair) es un tipo de cable de par trenzado que cuenta con doble protección contra interferencias electromagnéticas (EMI) y de radiofrecuencia (RFI).

## Categorías
La especificación 568A Commercial Building Wiring Standard de la EIA/TIA (Alianza de Industrias Electrónicas (EIA) y la Asociación de la Industria de Telecomunicaciones (TIA) específica el tipo de cable UTP que se utilizará en cada situación y construcción. Dependiendo de la velocidad de transmisión, ha sido dividida en diferentes categorías de acuerdo a esta tabla:
| Categoría | Máxima velocidad (Teórica) | Ancho de banda (MHz)                         | Aplicaciones | Notas |
| Cat. 1    | -                          | < 1 MHz                                      | Líneas telefónicas y módem de banda ancha.                                                                       | No descrito en las recomendaciones del EIA/TIA. No es adecuado para sistemas modernos.                                                                                  |
| Cat. 2    | -                          | 4 MHz                                        | Cable para conexión de antiguos terminales como el IBM 3270.                                                     | No descrito en las recomendaciones del EIA/TIA. No es adecuado para sistemas modernos.                                                                                  |
| Cat. 3    | 10 Mbps                    | 16 MHz Clase C                               | 10BASE-T and 100BASE-T4 Ethernet                                                                                 | Descrito en la norma EIA/TIA-568. No es adecuado para transmisión de datos mayor a 16 Mbit/s. Usado en telefonía.                                                       |
| Cat. 4    | 20 Mpbs                    | 20 MHz                                       | 16 Mbit/s Token Ring                                                                                             | No es usado comúnmente. |
| Cat. 5    | 100 Mbps                   | 100 MHz Clase D                              | 10BASE-T, 100BASE-TX y 1000BASE-T Ethernet                                                                       | Usado en conexiones Ethernet entre dispositivos de red |
| Cat. 5e   | 1000 Mbps                  | 100 MHz Clase D                              | 100BASE-TX y 1000BASE-T Ethernet                                                                                 | Mejora del cable de categoría 5. |
| Cat. 6    | 1000 Mbps                  | 250 MHz Clase E                              | 1000BASE-T Ethernet                                                                                              | Transmite a 1000Mbps. Cable más comúnmente instalado en Finlandia según la norma SFS-EN 50173-1.                                                                        |
| Cat. 6a   | 10 000 Mbps                | 250 MHz (500MHz según otras fuentes) Clase E | 10GBASE-T Ethernet                                                                                               | Estándar mejorado probado a 500 MHz. Puede extenderse hasta 100 metros. Estandarizado según las normas ISO/IEC 11801, segunda edición (2008) y ANSI/TIA-568-C.1 (2009). |
| Cat. 7    | 10 000 Mbps                | 600 MHz Clase F                              | Para servicios de telefonía, Televisión por cable y Ethernet 1000BASE-T en el mismo cable.                       | Cable blindado bajo estándar ISO/IEC 11801, pero no reconocido por EIA/TIA.                                                                                             |
| Cat. 7a   | 10 000 Mbps                | 1000 MHz Clase F                             | Para servicios de telefonía, Televisión por cable y Ethernet 1000BASE-T en el mismo cable.                       | Cable S/FTP (pares blindados, cable blindado trenzado) de 4 pares, bajo el estándar ISO/IEC 11801, pero no reconocido por EIA/TIA.                                      |
| Cat. 8    | 40.000 Mbps                | 2000 MHz                                     | 40 GBASE-T Ethernet o 1000BASE-T para servicios de telefonía, Televisión por cable y Ethernet en el mismo cable. | Cable S/FTP (pares blindados, cable blindado trenzado) de 4 pares. Descrito por las normas ANSI/TIA-568-C.2-1 e ISO/IEC 11801-1:2017                                    |
| Cat. 9    | -                          | 25000 MHz                                    | Norma en creación por la UE.                                                                                     | Cable S/FTP (pares blindados, cable blindado trenzado) de 8 pares con Mylar y poliamida.                                                                                |
| Cat. 10   | -                          | 75000 MHz                                    | Norma en creación por la G.E.R.A (RELATIONSHIP BETWEEN COMPANIES ANONYMA G) e IEEE.[cita requerida]              | Cable S/FTP (pares blindados, cable blindado trenzado) de 8 pares con Mylar y poliamida.                                                                                |

## Características de la transmisión
Está limitado en distancia, ancho de banda y tasa de datos. También destacar que la atenuación es una función fuertemente dependiente de la frecuencia. La interferencia y el ruido externo también son factores importantes, por eso se utilizan coberturas externas y el trenzado. Para señales analógicas se requieren amplificadores cada 5 o 6 kilómetros, para señales digitales cada 2 o 3. En transmisiones de señales analógicas punto a punto, el ancho de banda puede llegar hasta 250 kHz. En transmisión de señales digitales a larga distancia, la velocidad de datos no es demasiado grande, no es muy efectivo para estas aplicaciones o dispositivos. En redes locales que soportan ordenadores locales, la velocidad de datos puede llegar a 10 Mbps (Ethernet), 100 Mbps (Fast Ethernet), 1 Gbps (Gigabit Ethernet) y 10 Gbps (10 Gigabit Ethernet).

## Compatibilidad electromagnética
La compatibilidad electromagnética (también conocida por sus siglas CEM o EMC) es la rama de la tecnología electrónica y de telecomunicaciones que estudia los mecanismos para eliminar, disminuir y prevenir los efectos de acoplamiento entre un equipo eléctrico o electrónico y su entorno electromagnético, aún desde su diseño, basándose en normas y regulaciones asegurando la confiabilidad y seguridad de todos los tipos de sistemas en el lugar donde sean instalados y bajo un ambiente electromagnético específico.
Se dice que un equipo es electromagnéticamente compatible cuando funciona en un ambiente electromagnético de forma satisfactoria y sin producir interferencias o perturbaciones electromagnéticas que afecten la operación normal de cualquier aparato o dispositivo que se encuentra en ese ambiente.
Dentro del campo de la compatibilidad electromagnética, el uso de cables de par trenzado es útil como un medio para reducir el acoplamiento de las señales que viajan a través de los cables. Los cables pueden ser tanto un emisor de ruido como un receptor de ruido. Los cables trenzados ayudan a reducir la emisión y recepción:
1. Ante una fuente de ruido externo, como ambos cables trenzados entre sí están a una distancia parecida de la fuente, si los cables se utilizan en modo diferencial, se puede eliminar el ruido común a ambos cables.
2. Si la corriente que circula por ambos conductores transcurre en sentidos contrarios (esto ocurre si se emplean los cables en modo diferencial), el campo magnético generado por ambos cables será de magnitud parecida y sentido contrario. Por tanto, se contrarrestan entre sí.
3. El apantallamiento de los cables de par trenzado (es el caso de los tipos STP y FTP) es efectivo para atenuar el ruido electromagnético de alta frecuencia. El grado de eficacia del blindaje magnético depende de varios factores, como el tipo de material utilizado, su permeabilidad, espesor y las frecuencias involucradas. Los materiales suelen ser menos efectivos para proteger contra interferencias magnéticas de baja frecuencia, pero se utilizan con mayor éxito para las de alta frecuencia. A frecuencias más altas, en el material de apantallamiento se inducirá una mayor fuerza electromotriz, lo que a su vez producirá un campo magnético mayor, anulando así en gran medida el campo magnético generado por el cable.[3]

En definitiva, el trenzado del cable es adecuado para la compensación del ruido electromagnético de baja frecuencia, mientras que el apantallamiento es bueno para la reducción del ruido electromagnético de alta frecuencia. Es necesario estudiar las necesidades particulares del sistema para seleccionar el tipo de cable adecuado. Por ejemplo, si no hay presencia de ruido electromagnético de alta frecuencia, es mejor emplear par trenzado sin apantallar (que cuenta con un menor precio que el apantallado). De igual forma, si el entorno es extremadamente ruidoso, puede que sea necesario otras opciones de cable de mayor calidad y resistencia a entornos ruidosos (como puede ser los cables coaxiales).

## Configuraciones disponibles
- Configuración cruzada: Esta configuración de final de los cables en el conector RJ45, se utiliza cuando queremos conectar dos dispositivos iguales con el mismo cable, como por ejemplo un PC con otro PC.
- Configuración directa: Esta configuración de final de los cables en el conector RJ45, se utiliza cuando queremos conectar dos dispositivos diferentes con el mismo cable, como por ejemplo un PC con un Switch.

## Ventajas y desventajas

### Ventajas
- Alto número de estaciones de trabajo por segmento.
- Facilidad para el rendimiento y la solución de problemas.
- Puede estar previamente cableado en un lugar o en cualquier parte.
- Fácil de hacer.

### Desventajas
- Altas tasas de error a altas velocidades.
- Ancho de banda limitado.
- Baja inmunidad al ruido.
- Baja inmunidad a la diafonía.
- Alto costo de los equipos.
- Distancia limitada (100 metros por segmento).

## Certificación de cableado
ANSI/TIA/EIA-568-B.2 establece parámetros de certificación para los siguientes ítems:
MAPA DE CABLEADO: Comprueba que el mapa de cableado coincida con el estándar de comprobación de la instalación realizada.
LONGITUD: La longitud en todos los pares del cable comprobado en función a la medida de propagación, en su retraso y la media del valor NVP. Una estructura de cable de cobre no podrá superar los 99m, y en el caso de FO dependerá del tipo de fibra utilizada.
PERDIDA POR INSERCIÓN: También denominada ATENUACIÓN, comprueba la pérdida de señal de los enlaces por su inserción.
PERDIDA POR PARADIAFONIA: Se especifica como NEXT (near end cross talk) y mide la interferencia que hace un par sobre otro en el mismo extremo cercano. Comprueba par a par con sus respectivos cercanos esta interferencia o inducción. Se mide en el total de rango de frecuencias
TOTAL DE PERDIDAS DE PARADIAFONIA: Denominada PSNEXT, realiza una comprobación de cómo le afecta a un par la transmisión de datos combinada por el resto de los pares cercanos, por tanto se deberá realizar para a par con los 8 pares que componen el cable. Se mide en el total de rango de frecuencias.
PERDIDA POR PARADIAFONIA EN EL EXTREMO CERCANO PAR A PAR: FEXT (far end cross talk) mide la interferencia que un par de hilos en el extremo lejano causa sobre el par de hilos afectado en ese mismo extremo. ELFEXT mide la intensidad de la paradiafonía en el extremo remoto relativa a la señal atenuada que llega al final del cable. Se producen 24 pares de combinaciones posibles que se comprueban.
TOTAL DE PERDIDAS POR PARADIAFONIA EN EL EXTREMO CERCANO (PSELFEXT): ELFEXT es un parámetro combinado que combina el efecto del FEXT de tres pares respecto a uno solo, PSELFEXT realizará la suma de todas estas combinaciones.
PERDIDA DE RETORNO: La pérdida de retorno (RETURN LOSS) mide la pérdida total de energía reflectada en cada par de hilos. Se mide en los dos extremos y en cada par, y todo para el total de rango de frecuencias.
CERTIFICACIÓN DE RETARDO SESGADO (DELAY SKEW): Este parámetro muestra la diferencia en el retardo de propagación entre los cuatro pares. El par con el retardo de propagación menor es la referencia 0 del retardo sesgado.
Las instalaciones que poseen estos parámetros dentro de los rangos especificados por ANSI/TIA/EIA-568-B.2, son llamadas instalaciones certificadas. Existe instrumental específico que realiza estas comprobaciones en pocos segundos; empero esta certificación debe realizarse en todas las bocas de red, por lo que  certificar una instalación puede ser un trabajo arduo y extendido en el tiempo.

## Variantes menores del cable par trenzado
- Par trenzado cargado: Es un par trenzado al cual se le añade intencionadamente inductancia, muy común en las líneas de telecomunicaciones, excepto para algunas frecuencias. Los inductores añadidos son conocidos como bobinas de Pupin y reducen la distorsión.
- Par trenzado unido: Una variante del cable de par trenzado en la cual los pares se unen individualmente para aumentar la robustez del cable. Las especificaciones eléctricas del cable se mantienen a pesar de un manejo rudo.
- Cable trenzado de cinta: Es una variante del estándar de cable de cinta donde los conductores adyacentes están en modo esclavo y trenzados. Los pares trenzados son ligeramente esclavos unos de los otros en formato de cinta. Periódicamente, a lo largo de la cinta hay pequeñas secciones sin trenzado para permitir que los conectores y cabeceras de circuito impreso sean terminados usando las técnicas usuales de cable de cinta IDC.